# Máthé Imre (biokémikus)
Prof. Dr. Máthé Imre (Ifj.) (1942 —) Eötvös József-koszorús biokémikus, okleveles vegyész, egyetemi tanár és kutató, számos hazai és nemzetközi tudományos folyóirat és esemény közreműködője. Édesapja Máthé Imre botanikus, testvére Máthé Ákos. Kutatásainak fő területei az illóolajok, alkaloidok, szteroidok, iridoidok vizsgálata, illetve a növénykémia, kemotaxonómia és gyógynövénykutatás.

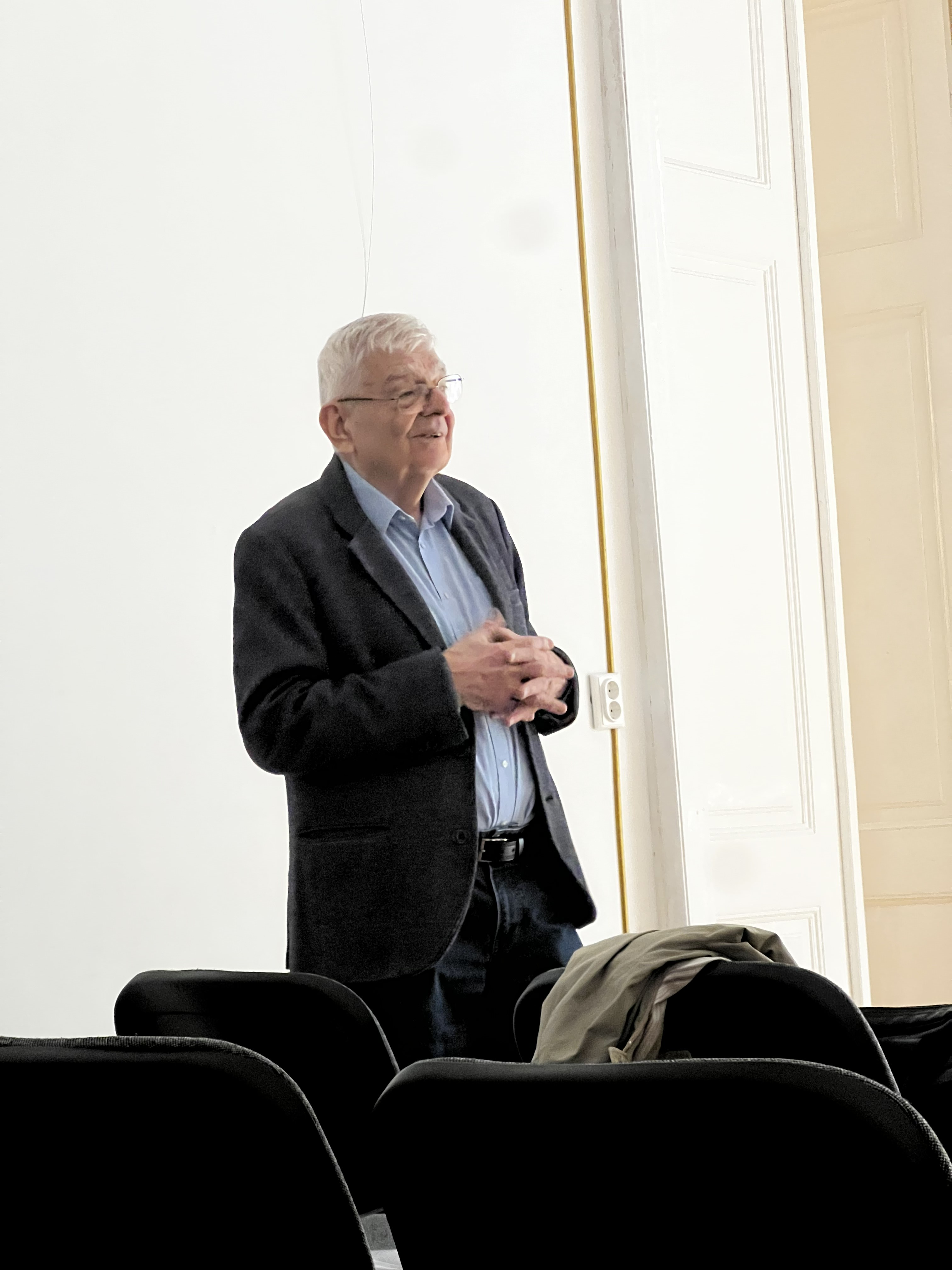
Máthé Imre előadást tart 2024 október 28-án a Magyar Biológiai Társaság Botanikai Szakosztályának ülésén az ELTE Füvészkertben.

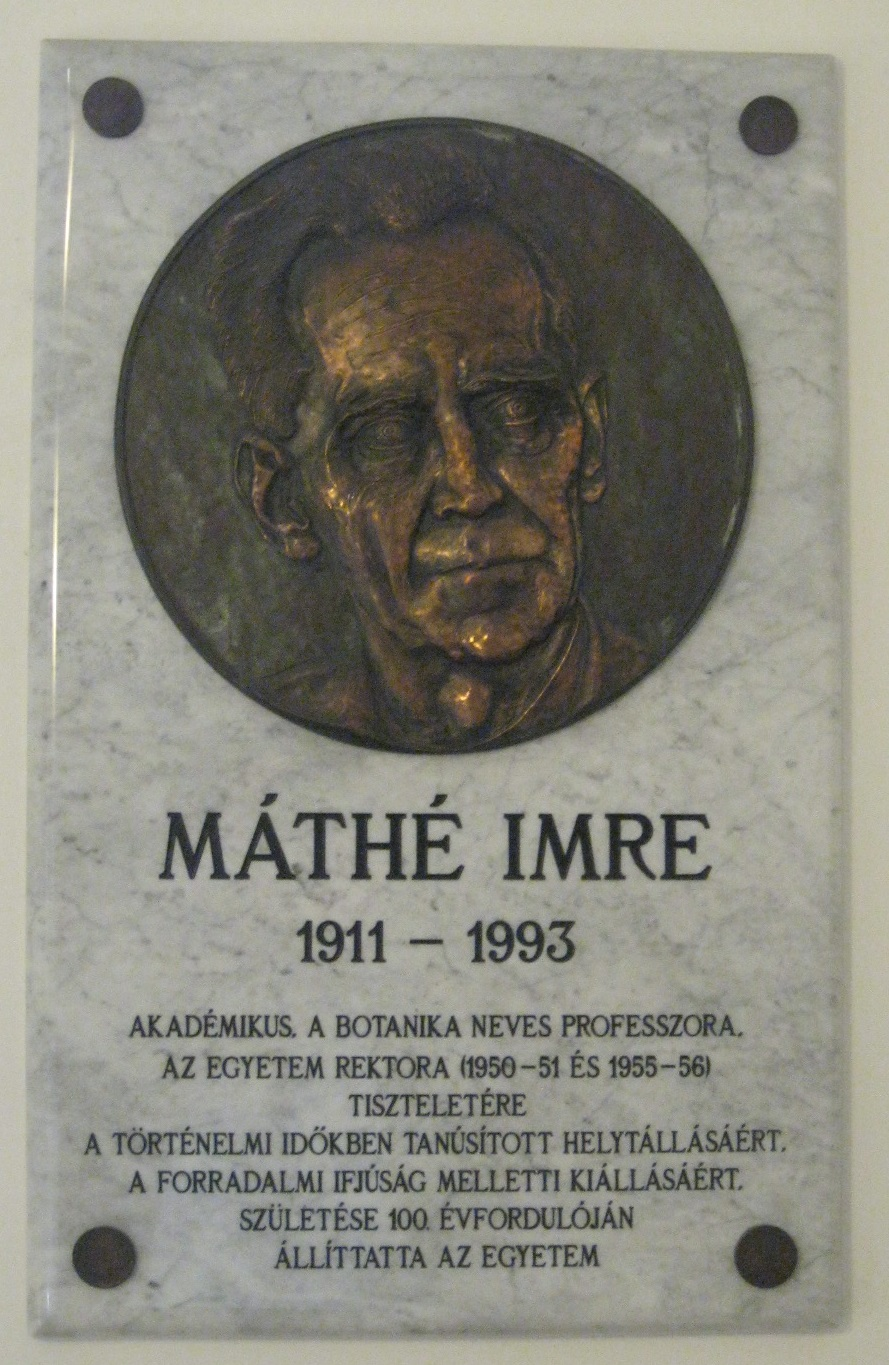
Apja a Kossuth-díjjal kitüntetett Máthé Imre botanikus.

## Életútja
1942-ben született. 1966-ban okleveles vegyész a Kossuth Lajos Tudományegyetemen Debrecenben, 1972: egyetemi doktor (szerves kémia), 1975: a biológiai tudomány kandidátusa, 1990: a biológiai tudomány doktora (értekezése: „Növények biológiaiszkrínelése, Összehasonlító produkcióvizsgálatok a növényi szekunder anyagcsere-termékek hasznosítás célú értékelésére”).
1966-tól a Magyar Tudományos Akadémia Botanikai Kutatóintézet (ma MTA Ökológiai és Botanikai Kutatóintézete) munkatársa, 1990-től itt tudományos tanácsadó. 1993-tól a Szegedi Tudományegyetem Farmakognóziai Intézetének intézetvezető (-2007) egyetemi tanára, 1995-ben habilitál. 1998-ban a Doktori Program létrehozója és vezetője (címe: „Farmakognózia: A növények kémiaidiverzitása és hasznosítása (Farmakobotanika, fitokémia, gyógynövény-felhasználás”). A Corvinus Egyetem Kertészettudományi Interdiszciplináris Doktori Iskola Tanácsának tagja.
Az egyetemén a Gyógynövény- és Drogismeret, a Biotechnológia, Kemotaxonómia, Összehasonlító növénykémia c. tárgyak oktatója
Publikációk száma: kb. 450, ebből 139 tudományos közlemény folyóiratokban,előadás kivonatok, folyóiratokban, egyéb kiadványok, közlemények. (IF: ~110). Prezentációinak száma a meghívott, plenáris, rövid előadásokkal, poszterekkel Magyarországon és külföldön ~ 250.

## Fontosabb tisztségek
A MGYT Gyógynövény Szakosztály elnöke, az MTA Botanikai Bizottság titkára, a Növénykémiai- Kemotaxonómiai Munkabizottság elnöke, a Magyar Akkreditációs Bizottság (MAB) Környezettudományi Bizottságának tagja, az MTA Tudományos Minősítő Bizottság, (később az MTA Doktori Bizottsága) Biológiai Szakbizottságának, az MTA Flavonoid és Alkaloid Munkabizottságainak, az MTAGyógyszertudományi Szakbizottságának, az Országos Tudományos Kutatási Alap (OTKA) Supraindividuális Szakbizottságának, stb. tagja. 
Hazai és nemzetközi konferenciák szervezője különböző minőségben. Az ’Acta Botanica Hungarica’folyóirat szerkesztő bizottságának, a ’Natural Products Communications’ (USA), Pharmaceutical Crops, és a Journal of Natural Products nemzetközi folyóiratok tanácsadó testületének tagja.
Számos hazai és nemzetközi tudományos rendezvény (tudományos ülés, konferencia, kongresszus, stb.) szervezője. A tudományos minősítés minden szintjén tevékenykedett (témavezető, opponens, bizottsági tag, elnök, vizsgáztató, stb.)
Társasági Tagság: 1977-1992: FIP, 1987-92: International Society of Horticultural Sciences (ISHS), 1982-: Gesellschaft für Arzneipflanzenforschung (GA), 1987-: Amercan Society of Pharmacognosy, 2001-: Associacion of Medicinal and Aromatic Plants of Southeast European Countries (AMAPSEEC), a Magyar Gyógyszerésztudományi Társaság, Gyógynövény Szakosztálya, a Magyar Biológiai Társaság Botanikai és Ökológiaia Szakosztályai, Magyar Elválasztástudományi Társaság, a Magyar Fitoterápiás Társaság, a Magyar Professzorok Világtanácsa, stb. tagja.
Tudományos tevékenységének kulcsszavai: Lamiaceae, Apocynaceae, Solanaceae, Növénykémia, Kemotaxonómia, Gyógynövények, Produkcióbiológia, Illóolajok, Alkaloidok, Szteroidok, Iridoidok, Biodiverzitás, Szkrínelés

## Elismerések
- 1981: címzetes egyetemi docens (Semmelweis Orvostudományi Egyetem Gyógynövény és Drogismereti Intézet)
- 1991: címzetes egyetemi tanár
- 1994: honorary member of the 'Colleagues of Rumanian Pharmacists'
- 1994: honorary member of the Romanian Society of Phytotherapy
- 1995: a Magyar Fitoterápiás Társaság tiszteletbeli tagja
- 1995: „honorary professor” (Portsmouthi Egyetem, U.K.)
- 1997-2000: Széchényi Professzori Ösztöndíj
- 2003: Augusztin Béla emlékplakett
- 2004: Batthyány-Strattmann László díj
- 2007: Dr honoris causa cím (Orvosi és Gyógyszerészeti Egyetem, Marosvásárhely)

### Az Eötvös József-koszorú (2023)
2023 november 3-án az SZTE Rektori Hivatalának dísztermében az Akadémia, a Szegedi Tudományegyetem és Szeged városának vezetői jelenlétében az MTA Magyar Tudományos Akadémia Elnöksége kiemelkedő tudományos életműve elismeréseként Eötvös József-koszorúval tüntette ki a gyógynövényhatóanyag-kutatás terén nemzetközi szinten is kiemelkedő elismerést kiváltó tevékenységéért, a hazai flóra kémiai diverzitásának megismeréséhez hozzájáruló, igényes kemotaxonómiai hatóanyag-produkció értékeléseiért, széles körű és eredményes nemzetközi kutatási és oktatási együttműködéséért, az SZTE GYTK Farmakognóziai Intézet oktatási spektrumának kiszélesítéséért, elmélyítéséért, iskolateremtő tevékenységéért, valamint példamutató szakmai és közéleti aktivitásáért.
A díjat Freund Tamás, az MTA elnöke, Kollár László Péter, az MTA főtitkára és Erdei Anna, az MTA főtitkárhelyettese adta át.

## Magánélete
Édesapja a Kossuth-díjjal elismert Máthé Imre botanikus (1911-1993), a Magyar Tudományos Akadémia tagja. Testvére a szintén botanikus Máthé Ákos. Két gyermeke született: Zoltán, és Zsuzsa. Fia, Máthé Zoltán fotográfus. Lánya, Máthé Zsuzsa jogász, újságíró, a Szent István Intézet igazgatója, veje Ókovács Szilveszter, a Magyar Állami Operaház főigazgatója.
2023-ban ünnepelte 80. születésnapját, amely alkalmából a Magyar Tudományos Akadémia Szegedi Területi Bizottsága is felköszöntötte.